# 4891 Blaga
A 4891 Blaga (ideiglenes jelöléssel 1984 GR) a Naprendszer kisbolygóövében található aszteroida. Bulgarian National Observatory fedezte fel 1984. április 4-én.